# Carteira de trabalho

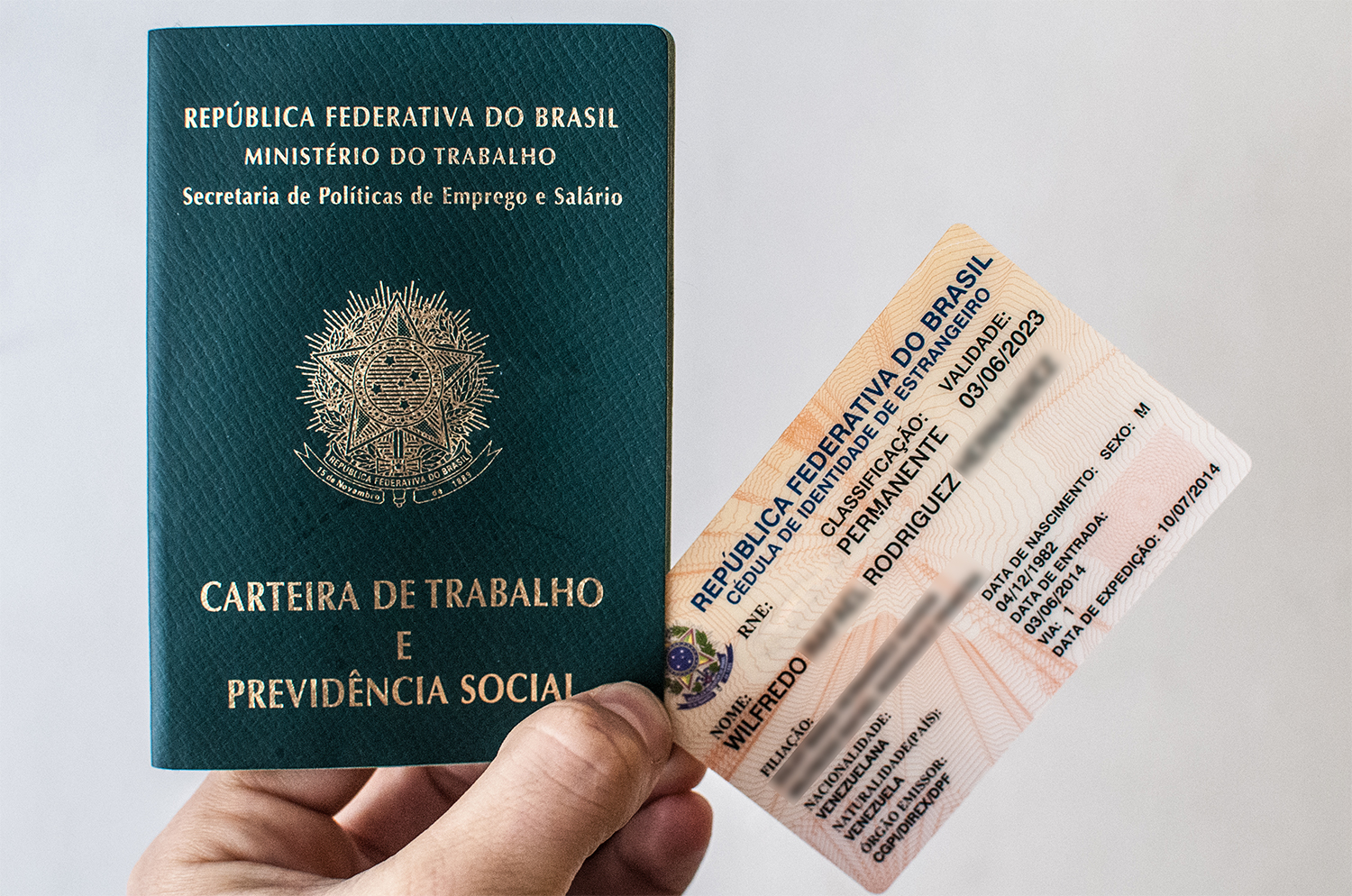
Modelo da Carteira de Trabalho e Previdência Social ao lado de Cédula de Identidade de Estrangeiro

A Carteira de Trabalho e Previdência Social (CTPS), originalmente conhecida como Carteira Profissional, e assim chamada durante muitos anos, é um documento obrigatório para quem venha a prestar algum tipo de serviço profissional no Brasil. A retenção da CTPS por empregador constitui crime de contravenção penal, punível com pena de prisão simples de 1 a 3 meses ou multa, segundo a Lei 5.553/68.
A carteira de trabalho é um dos únicos documentos a reproduzir, esclarecer e comprovar dados sobre a vida funcional do trabalhador.
Os responsáveis pela emissão de carteiras de trabalho são o Ministério do Trabalho e as respectivas gerências (chamadas antigamente de Delegacias do Trabalho, bem como os Pontos de Atendimento ao Trabalhador (PAT), algumas prefeituras do interior e sindicatos. Apenas maiores de 14 anos podem emitir a Carteira de Trabalho.
Desde setembro de 2019, a versão física da Carteira de Trabalho não é mais obrigatória no momento da contratação de um emprego, uma vez que a carteira de Trabalho Digital consegue substituí-la e com melhor desempenho, bastando apenas que o trabalhador informe seu CPF ao seu empregador, desde que ele já tenha feito o cadastro e tenha a versão digital da Carteira de Trabalho.
A implementação da carteira de trabalho digital trouxe maior agilidade e praticidade para empregadores e trabalhadores. Por meio de um aplicativo ou acesso ao site oficial do governo, é possível consultar informações como contratos de trabalho, vínculos empregatícios anteriores, contribuições ao INSS e direitos trabalhistas de forma rápida e segura. Essa modernização também contribui para a redução de fraudes e erros administrativos, além de facilitar o acompanhamento das obrigações trabalhistas em tempo real.
É necessário saber que a carteira de trabalho digital não possui número e série. O número do CPF é o que dá o acesso.
Fazer a carteira de trabalho digital é simples:
- É possível acessar através do site do governo ou do aplicativo. Selecione “entrar com gov.br”;
- Caso você tenha o cadastro em algum site do governo, digite o CPF e selecione “avançar”, depois insira a mesma senha;
- Caso não tenha cadastro em nenhum site do governo, selecione “crie sua conta”;
- Continue o cadastro inserindo dados pessoais como: nome completo, CPF, e-mail, mês de nascimento, entre outros. Confirme os botões “não sou um robô” e “eu aceito os termos de uso”;
- Será preciso validar o cadastro. Escolha receber SMS ou no e-mail cadastrado. Quando chegar a mensagem, clique para validar;
- Crie uma senha e entre no seu perfil.

Seus dados básicos, como as informações do seu emprego atual, os registros de férias e salários já estarão disponíveis para visualização.

## História
Instituída pelo decreto nº 21 175, de 21 de março de 1932, e posteriormente regulamentada pelo decreto 22 035, de 29 de outubro de 1932, o documento garante o acesso a alguns dos principais direitos trabalhistas, como seguro-desemprego, benefícios previdenciários, Fundo de Garantia do Tempo de Serviço (FGTS) e Programa de Integração Social (PIS).
Em 1934, o governo do presidente Getúlio Vargas tornou a carteira de trabalho obrigatória para fins de consolidação dos direitos trabalhistas.
Foi baseada na Carta del Lavoro, criada por Benito Mussolini na Itália em 1927.
A partir de 2018, visando modernizar o acesso às informações da vida laboral do trabalhador, o Ministério do Trabalho (MTb) lançou a Carteira de Trabalho Digital, essa nova ferramenta é uma extensão da carteira de trabalho impressa, e está disponível para os cidadãos através de um Aplicativo para celular nas versões iOS e Android.